# Wouter Ingwersen
Wouter Ingwersen (Amsterdam, 15 december 1926 – Zandvoort, 2 april 2011) was een Nederlands architect.

## Werk
Het Amsterdamse architectenbureau C. van der Bom & W. Ingwersen is vooral bekend om hun scholen en kantoorgebouwen in Amsterdam en omgeving. Samen met Van der Bom ontwierp Ingwersen ook een aantal kerkgebouwen in modernistische stijl. Deze kerken nemen qua architectuur een speciale plaats in de gereformeerde kerkbouw van de jaren 1960 in. De stijl ervan is geïnspireerd door de kapel 'Notre Dame du Haut' van Le Corbusier in het Franse Ronchamp. Het bureau heeft in Amsterdam aan de Hugo de Grootkade in 1969 het christelijk verpleeghuis en kapel De Poort ontworpen. Dit modernistische gebouw is gerealiseerd op de locatie van de Raamkerk uit 1889 van architect E.G. Wentink.
Wouter Ingwersen is een neef van architect Ben Ingwersen.

## Bouwwerken
- 1960, Fenix in Leeuwarden
- 1962, Ontmoetingskerk in Valkenswaard
- 1963, Maranathakerk in Nijmegen
- 1964, Sionskerk in Oudeschoot
- 1964, Pelgrimkerk in Haarlem
- 1965, Goede Herder kerk in Alphen aan den Rijn
- 1965, Ambrosiuskerk in Waalwijk
- 1967, Vrijheidskerk in Alkmaar
- 1969, Verpleeghuis en kapel De Poort, Hugo de Grootkade in Amsterdam
- 1972, Kerkelijk- en Gemeenschapscentrum De Bron[3] in Alphen aan den Rijn
- ong. 1975, Geesterhage in Castricum